# مسكرة (حلوى)
المُسكَّرة (بالإنجليزية: Comfit)‏ هي حلويات تتكون من فواكه مجففة أو مكسرات أو بذور أو بهارات مغلفة بحلوى السكر. تُعد مُسكَّرات اللوز (المعروفة أيضًا بالمُلبَّس) في كيس من الموصلي أو أي كيس مزخرف هدية تقليدية في حفلات المعمودية والزفاف في العديد من بلدان أورُبّة والشرق الأوسط ، وهي عادة انتشرت إلى دول أخرى دول مثل أستراليا وبُرتُريكة . مُسكَّرات عرق السوس  متعددة الألوان في حين أن مُسكرَّات اللوز عادة ما تكون بيضاء لحفلات الزفاف وقد تكون ذات ألوان زاهية لمناسبات أُخَر.